# 1000-km-Rennen von Monza 1971

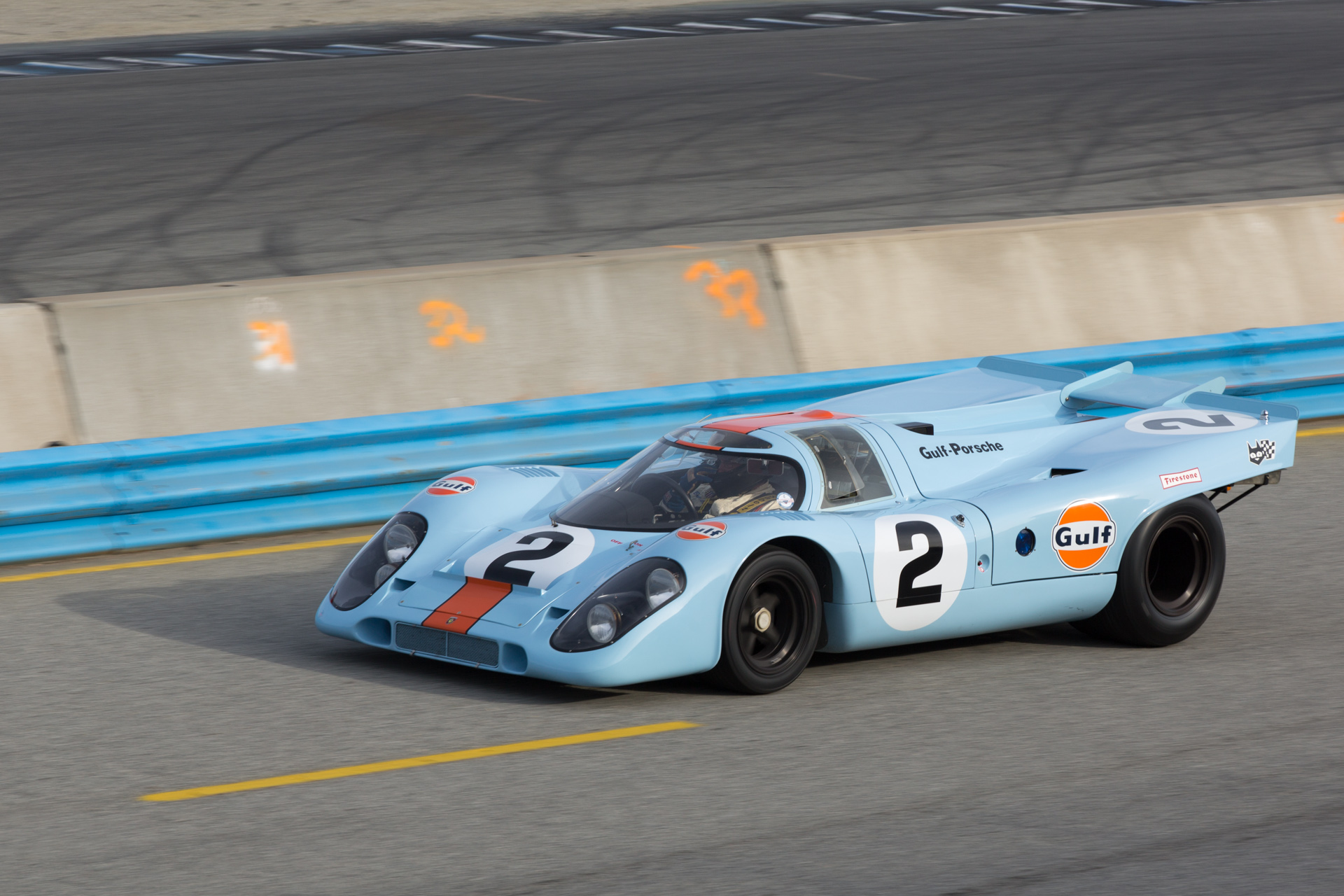
Porsche 917K, Siegerwagen von Pedro Rodríguez und Jackie Oliver

Das zehnte 1000-km-Rennen von Monza, auch 1000 km di Monza, Trofeo Filippo Caracciolo, Autodromo Nazionale di Monza, fand am 25. April 1971 auf dem Autodromo Nazionale Monza statt und war der fünfte Wertungslauf der Sportwagen-Weltmeisterschaft dieses Jahres.

## Vor dem Rennen
In der Woche vor dem Rennen begann ein Streit über die Streckenführung zwischen dem Veranstalter und Vertretern diverser Rennteams. Ausgelöst hatte den Streit Enzo Ferrari, der Schikanen am Ende der schnellen Geraden forderte. Er verheimlichte dabei auch nicht, dass es ihm darum ging, die schnellen, mit 5-Liter-Motoren ausgestatteten Porsche 917K einzubremsen, da er sich dadurch Vorteile für den Ferrari 312PB erhoffte. Unterstützung erhielt er dabei vom Autodelta-Rennleiter Carlo Chiti. Die Verantwortlichen der beiden Porsche-Teams lehnten dieses Ansinnen jedoch ab und drohten im Falle der Installierung der Schikanen mit einem Rennboykott. Als Clay Regazzoni bei inoffiziellen Testfahrten mit dem 312PB eine Rundenzeit von 1:24,800 Minuten fuhr, verlief die Angelegenheit im Sande. Die von Regazzoni erzielte Zeit war schneller als seine beste Rundenzeit im Formel-1-Ferrari 312B beim Großen Preis von Italien 1970, wo er 1:25,200 Minuten erreichte. Die 1:24,800 entsprachen auch exakt der Pole-Position-Zeit von Vic Elford im Porsche 917K aus dem 1000-km-Rennen des Vorjahrs.

## Das Rennen
Das Team von John Wyer meldete für die Stammbesatzungen Pedro Rodríguez/Jackie Oliver und Jo Siffert/Derek Bell zwei Porsche 917K. Auch das Martini International Racing Team von Hans-Dieter Dechent reiste mit zwei 917K an, die von Helmut Marko, Gijs van Lennep, Vic Elford und Gérard Larrousse gefahren wurden. Die Scuderia Ferrari meldete einen 312PB für Clay Regazzoni und Jacky Ickx. Mit drei Einsatz- plus einem Trainingswagen kam Autodelta zum Rennen. Die sechs Fahrer waren Andrea de Adamich, Henri Pescarolo, Rolf Stommelen, Toine Hezemans, Nino Vaccarella und Nanni Galli. Nachdem Galli im verregneten Freitagtraining einen Unfall hatte und sich dabei das Handgelenk verletzt hatte, mussten sich im Rennen fünf Fahrer drei Rennwagen teilen.
Am Start ging Mike Parkes im Ferrari 512S/M der Scuderia Filipinetti aus der zweiten Startreihe am Pole-Setter Vic Elford vorbei in Führung. Seine Führung währte jedoch nur kurz. Nach der vierten Runden lagen die beiden Wyer-917 von Rodríguez und Siffert, vor Elford in einem weiteren 917 und Jacky Ickx im Ferrari 312PB an der Spitze des Feldes. Die führenden Porsche setzten sich mit beständigen Rundenzeiten unter 1:25,000 Minuten rasch vom restlichen Feld ab. In der 12 Runden überholte Arturo Merzario im Ferrari 512M der Escuderia Montjuich den 312PB von Ickx, als es wenig später zu einer Kollision von vier Wagen kam. Merzarios Ferrari kollidierte beim Überrunden erst mit dem Porsche 907 des deutschen Amateur-Rennfahrers Willy Meier. Der sich drehende Ferrari wurde daraufhin vom Porsche 908/02 von Hans-Dieter Weigel getroffen. Der Porsche 907 fing Feuer. Während einige Fahrer mit ihren Wagen ausweichen konnte, prallte Ickx mit dem 312PB in das Wrack von Merzario. Obwohl alle vier Fahrzeuge schwer beschädigt wurden, blieben die Fahrer unverletzt.
Die beiden Wyer-Porsche dominierten das weitere Rennen bis zum Schluss. Jo Siffert verlor drei Runden an der Box, weil er nach der Viererkollision über ein Wrackteil gefahren war, was zu einem Reifenschaden geführt hatte. Außerdem hatte Schmutz die Windschutzscheibe derart verklebt, dass sie umständlich gereinigt werden musste. Hinter den beiden Wyer-Porsche wurden Andrea Adamich und Henri Pescarolo im Alfa Romeo T33/3 mit sechs Runden Rückstand Gesamtdritte.

## Ergebnisse

### Schlussklassement
| 1                  | S 5.0    | 2   | J. W. Automotive                  | Pedro Rodríguez Jackie Oliver                 | Porsche 917K       | 174 |
| 2                  | S 5.0    | 1   | J. W. Automotive                  | Jo Siffert Derek Bell                         | Porsche 917K       | 171 |
| 3                  | P 3.0    | 18  | Autodelta SpA                     | Andrea de Adamich Henri Pescarolo             | Alfa Romeo T33/3   | 168 |
| 4                  | P 3.0    | 19T | Autodelta SpA                     | Rolf Stommelen Toine Hezemans                 | Alfa Romeo T33/3   | 167 |
| 5                  | P 3.0    | 16  | Autodelta SpA                     | Rolf Stommelen Toine Hezemans Nino Vaccarella | Alfa Romeo T33/3   | 166 |
| 6                  | S 5.0    | 12  | Herbert Müller                    | Herbert Müller René Herzog                    | Ferrari 512M       | 164 |
| 7                  | S 5.0    | 6   | Team Auto Usdau                   | Willi Kauhsen Reinhold Joest                  | Porsche 917K       | 164 |
| 8                  | S 5.0    | 11  | Herbert Müller                    | Giampiero Moretti Teodoro Zeccoli             | Ferrari 512M       | 157 |
| 9                  | S 5.0    | 5   | Zitro Racing Cars                 | Gérard Pillon Dominique Martin                | Porsche 917K       | 154 |
| 10                 | P 3.0    | 21  | Wicky Racing Team                 | André Wicky Ernesto Brambilla Peter Mattli    | Porsche 908/02     | 144 |
| 11                 | S 2.0    | 29  | Squadra Corse Meda                | Gianfranco Palazzoli Romolo Becchetti         | Abarth 2000 S      | 139 |
| 12                 | GT + 2.0 | 50  | Kremer Racing                     | Günther Huber Erwin Kremer                    | Porsche 911S       | 134 |
| 13                 | GT 2.0   | 58  | Squadra Tartaruga                 | Peter Ettmüller Ernst Seiler                  | Porsche 914/6      | 132 |
| 14                 | S 2.0    | 30  | Michel Dupont                     | Michel Dupont Fabrizio Noe                    | Chevron B16        | 128 |
| 15                 | GT + 2.0 | 46  | Trans-Europ Gulf Racing Team      | Ivo Grauls Chris Tuerlinx                     | Chevrolet Corvette | 127 |
| Ausgefallen        |          |     |                                   |                                               |                    |     |
| 16                 | P 2.0    | 44  | Scuderia Brescia Corse            | Antonio Zadra Giovanni Pierobon               | Lola T212          | 117 |
| 17                 | S 2.0    | 33  | Scuderia Brescia Corse            | Giuseppe Schenetti Sergio Zerbini             | Porsche 910        | 89  |
| 18                 | S 3.0    | 23  | Scuderia Brescia Corse            | Giacomo Moioli Oddone Sigala                  | Porsche 908/02     | 70  |
| 19                 | S 5.0    | 4   | Martini International Racing Team | Helmut Marko Gijs van Lennep                  | Porsche 917K       | 60  |
| 20                 | S 2.0    | 28  | Riccardone                        | Spartaco Dini Carlo Benelli                   | Abarth 2000 S      | 47  |
| 21                 | S 5.0    | 3   | Martini International Racing Team | Vic Elford Gérard Larrousse                   | Porsche 917K       | 44  |
| 22                 | P 2.0    | 38  | Giovanni Alberti                  | Mario Casoni Giovanni Alberti                 | Chevron B19        | 43  |
| 23                 | S 5.0    | 8   | Scuderia Filipinetti              | Mike Parkes Jo Bonnier                        | Ferrari 512S/M     | 30  |
| 25                 | GT + 2.0 | 48  | Ennio Bonomelli                   | Ennio Bonomelli Christine Beckers             | Porsche 911S       | 15  |
| 26                 | S 5.0    | 7   | Escuderia Montjuich               | Arturo Merzario José Juncadella               | Ferrari 512M       | 11  |
| 27                 | P 3.0    | 15  | Spa Ferrari SEFAC                 | Jacky Ickx Clay Regazzoni                     | Ferrari 312PB      | 11  |
| 28                 | P 3.0    | 22  | Team Auto Usdau                   | Hans-Dieter Weigel Dieter Spoerry             | Porsche 908/02     | 9   |
| 29                 | P 3.0    | 26  | Wicky Racing Team                 | Willy Meier Peter Mattli                      | Porsche 907        | 8   |
| Nicht gestartet    |          |     |                                   |                                               |                    |     |
| 30                 | P 3.0    | 24  | Bosch Racing Team                 | Otto Stuppacher Kurt Rieder                   | Porsche 908/02     | 1   |
| 31                 | P 2.0    | 69  | Romano Martini                    | Romano Martini Luigi Moreschi                 | Gipsy P271         | 2   |
| 32                 | S 5.0    | T   | J. W. Automotive                  | Derek Bell Jackie Oliver                      | Porsche 917K       | 3   |
| 33                 | P 3.0    | 19  | Autodelta SpA                     | Nanni Galli Rolf Stommelen                    | Alfa Romeo T33/3   | 4   |
| 34                 | P 3.0    | 21T | Wicky Racing Team                 | Ernesto Brambilla                             | Porsche 908/02     | 5   |
| 35                 | S 5.0    | 10  | Herbert Müller                    | Heinrich Wiesendanger Cox Kocher              | Ferrari 512S       | 6   |
| Nicht qualifiziert |          |     |                                   |                                               |                    |     |
| 36                 | S 5.0    | 14  | Scuderia Brescia Corse            | Marsilio Pasotti Carlo Facetti                | Ferrari 512M       | 7   |
| 37                 | S 2.0    | 31  | Mike Garton                       | Mike Garton Roger Heavens                     | Chevron B16        | 8   |
| 38                 | S 2.0    | 34  | Vittorio Mascari                  | Vittorio Mascari Federico Capasso             | Porsche 906        | 9   |
| 39                 | S 2.0    | 39  | Scuderia Pescara                  | Leandro Terra Turillo Barbuscia               | Ferrari Dino 206S  | 10  |
| 40                 | P 2.0    | 42  | Guy Edwards                       | Guy Edwards Mike Franey                       | Lola T212          | 11  |
| 41                 | GT + 2.0 | 54  | Scuderia Brescia Corse            | Mario Ilotte Raffaello Ciarpaglini            | Porsche 911S       | 12  |
| 42                 | GT 2.0   | 56  | Elvio-Maria Zanini                | Elvio-Maria Zanini Luigi Colzani              | Porsche 914/6      | 13  |
| 43                 | GT 2.0   | 57  | Porsche Club Romand               | Bernard Chenevière Paul Keller                | Porsche 914/6      | 14  |
| 44                 | GT 2.0   | 60  | Giampaolo Baruffi                 | Giampaolo Baruffi Giancarlo Galmozzi          | Porsche 911T       | 15  |
| 45                 | GT 2.0   | 61  | Wicky Racing Team                 | Charly Cuénoud Willy Meier Serge Bolomey      | Porsche 911        | 16  |
| 46                 | GT 2.0   | 62  | Ennio Bonomelli                   | Carlo Giorgio Luigi Cabella                   | Porsche 911T       | 17  |
| 47                 | GT 2.0   | 63  | Ennio Bonomelli                   | Giorgio Schön Pino Mariella                   | Porsche 911T       | 18  |
| 48                 | GT 2.0   | 64  | Vincenzo Zanini                   | Vincenzo Zanini Giorgio Costa                 | Porsche 911        | 19  |
| 49                 | GT 2.0   | 66  | Kurt Simonsen                     | Roland Larsson Kurt Simonsen                  | Porsche 911        | 20  |
| 50                 | GT 2.0   | 67  | Jolly Club                        | Gianluigi Tavolaccini Gabriele Gottifredi     | Porsche 911T       | 21  |

1 Motorschaden im Training
2 Unfall im Training
3 Trainingswagen
4 Unfall im Training
5 nicht gestartet
6 Vom Veranstalter zurückgewiesen
7 nicht qualifiziert
8 nicht qualifiziert
9 nicht qualifiziert
10 nicht qualifiziert
11 nicht qualifiziert
12 nicht qualifiziert
13 nicht qualifiziert
14 nicht qualifiziert
15 nicht qualifiziert
16 nicht qualifiziert
17 nicht qualifiziert
18 nicht qualifiziert
19 nicht qualifiziert
20 nicht qualifiziert
21 nicht qualifiziert

### Nur in der Meldeliste
Hier finden sich Teams, Fahrer und Fahrzeuge, die ursprünglich für das Rennen gemeldet waren, aber aus den unterschiedlichsten Gründen daran nicht teilnahmen.
| Pos. | Klasse   | Nr. | Team                   | Fahrer                                          | Chassis          |
| ---- | -------- | --- | ---------------------- | ----------------------------------------------- | ---------------- |
| 51   | P 3.0    | 20  | Autodelta SpA          | Teodoro Zeccoli Gianluigi Picchi                | Alfa Romeo T33/3 |
| 52   | P 3.0    | 25  | Claude Ballot-Léna     | Claude Ballot-Léna Guy Chasseuil                | Porsche 908/03   |
| 53   | S 2.0    | 27  | Scuderia Brescia Corse | Renzo Ruspa Sergio Morando                      | Abarth 2000 S    |
| 54   | S 2.0    | 32  | Ennio Bonomelli        | Giorgio Pianta Giacomo Moioli                   | Porsche 910      |
| 55   | P 2.0    | 35  | Ugo Locatelli          | Ugo Locatelli Piero Botalla                     | AMS 1300         |
| 56   | P 2.0    | 36  | Scuderia Nettuno       | Stefano Buonapace Demetrio Martino              | AMS 1300         |
| 57   | P 2.0    | 37  | Scuderia Brescia Corse | Carlo Facetti Eris Tondelli                     | Chevron B19      |
| 58   | P 2.0    | 40  | GP Race Development    | Egert Haglund Björn Olofsson                    | Gropa CMC        |
| 59   | P 2.0    | 41  | Jolly Club Switzerland | Antonio Nicodemi Silvio Moser                   | Lola T212        |
| 60   | P 2.0    | 43  | Georges Dumoing        | Georges Dumoing Gérard Cerruti                  | Lola T212        |
| 61   | P 2.0    | 45  | Ecurie Evergreen       | Francesco Ghezzi Alain de Cadenet               | Lola T212        |
| 62   | GT 2.0   | 47  | Scuderia Brescia Corse | Angelo Mola Franco Berruto                      | Porsche 911      |
| 63   | GT + 2.0 | 49  | Peter Kersten          | Clemens Schickentanz                            | Porsche 911S     |
| 64   | GT + 2.0 | 51  | Max Moritz             | Klaus Utz Rolf Göring                           | Porsche 911S     |
| 65   | GT + 2.0 | 52  | Scuderia Brescia Corse | Vincenzo Cazzago Raffaello Ciarpaglini          | Porsche 911S     |
| 66   | GT + 2.0 | 53  | Jacques Rey            | Jacques Rey Jean-Marie Jacquemin                | Porsche 911S     |
| 67   | GT + 2.0 | 55  | Scuderia Brescia Corse | Fausto de Nobili Luigi Colzani Vincenzo Cazzago | Porsche 911S     |
| 68   | GT 2.0   | 59  | Autohaus Max Moritz    | Gerd Quist Dietrich Krumm                       | Porsche 914/6    |
| 69   | S 5.0    | 68T | Ecurie Evergreen       | David Weir Alain de Cadenet                     | Ferrari 512S     |

### Klassensieger
| Klasse   | Fahrer                  | Fahrer           | Fahrzeug         | Platzierung im Gesamtklassement |
| -------- | ----------------------- | ---------------- | ---------------- | ------------------------------- |
| P 3.0    | Andrea de Adamich       | Henri Pescarolo  | Alfa Romeo T33/3 | Rang 3                          |
| P 2.0    | kein Teilnehmer im Ziel |                  |                  |                                 |
| S 5.0    | Pedro Rodríguez         | Jackie Oliver    | Porsche 917K     | Gesamtsieg                      |
| S 2.0    | Gianfranco Palazzoli    | Romolo Becchetti | Abarth 2000 S    | Rang 11                         |
| GT + 2.0 | Günther Huber           | Erwin Kremer     | Porsche 911S     | Rang 12                         |
| GT 2.0   | Peter Ettmüller         | Ernst Seiler     | Porsche 914/6    | Rang 13                         |

### Renndaten
- Gemeldet: 69
- Gestartet: 29
- Gewertet: 15
- Rennklassen: 6
- Zuschauer: unbekannt
- Wetter am Renntag: kalt und trocken
- Streckenlänge: 5,750 km
- Fahrzeit des Siegerteams: 4:14:32,600 Stunden
- Gesamtrunden des Siegerteams: 174
- Gesamtdistanz des Siegerteams: 1000,500 km
- Siegerschnitt: 235,834 km/h
- Pole Position: Vic Elford – Porsche 917K (#3) – 1:32,930 = 222,748 km/h
- Schnellste Rennrunde: Pedro Rodríguez – Porsche 917K (#2) – 1:24,000 = 246,429 km/h
- Rennserie: 5. Lauf zur Sportwagen-Weltmeisterschaft 1971
- Rennserie: 1. Lauf zur Italienischen Sportwagen-Meisterschaft 1971